# Dream House (ER)
Dream House is de zesde aflevering van het twaalfde seizoen van de televisieserie ER, die voor het eerst werd uitgezonden op 3 november 2005.

## Verhaal
Dr. Clemente laat een baby chimpansee naar de SEH komen om hem te behandelen. Hij moet dit in het geheim doen en roept hierbij de hulp in van dr. Lockhart en dr. Rasgotra, dit tot hun grote verrassing. 
Taggart wordt gepromoveerd tot hoofd verpleging door Peyton en krijgt meteen een lastige opdracht, zij moet verpleegster Adams ontslaan. Zij heeft hier veel moeite mee om een goede collega en vriendin te ontslaan, maar uiteindelijk gaat zij toch overstag en samen met Peyton brengt zij het slechte nieuws aan Adams.
Dr. Pratt hoort van zijn biologische vader de werkelijke reden waarom hij vroeger uit zijn leven is verdwenen, nu hij de waarheid weet kijkt hij anders tegen hem aan. 
Dr. Barnett ontdekt dat zijn nieuwe vriendin Zoe chlamydia heeft en dat zij minderjarig is. Hij is geschokt dat zij niet eerlijk is geweest over haar leeftijd en maakt de relatie meteen uit, dit tegen haar wil.
Dr. Dubenko is herstellende van zijn operatie, en werkt nu vanuit thuis met een mobiele televisieverbinding. 

## Rolverdeling

### Hoofdrollen
- Goran Višnjić - Dr. Luka Kovac
- Maura Tierney - Dr. Abby Lockhart
- Mekhi Phifer - Dr. Gregory Pratt
- Danny Glover - Charlie Pratt sr.
- Tina Lifford - Evelyn Pratt
- Sam Jones III - Chaz Pratt
- Cecily Lewis - Jocelyn Pratt
- Parminder Nagra - Dr. Neela Rasgrota
- Shane West - Dr. Ray Barnett
- Scott Grimes - Dr. Archie Morris
- John Leguizamo - Dr. Victor Clemente
- Kristen Johnston - Dr. Eve Peyton
- Leland Orser - Dr. Lucien Dubenko
- Linda Cardellini - verpleegster Samantha 'Sam' Taggart
- Yvette Freeman - verpleegster Haleh Adams
- April L. Hernandez - verpleegster Inez
- Kyle Richards - verpleegster Dori
- Emily Wagner - ambulancemedewerker Doris Pickman
- Louie Liberti - ambulancemedewerker Bardelli
- Tara Karsian - maatschappelijk werkster Liz Dade
- Troy Evans - Frank Martin

### Gastrollen (selectie)
- Kat Dennings - Zoe Butler
- Shane Haboucha - Barry Kendrick
- Alison Martin - Mrs. Kendrick
- Ronald William Lawrence - Paul Kendrick
- DeeDee Michaels - Sally
- Jeremy Overstreet - Quinn